# Isabell Roch
Isabell Roch (født 26. juli 1990 i Erlenbach am Main, Tyskland) er en tysk håndboldspiller, der spiller i Borussia Dortmund Handball og Tysklands kvindehåndboldlandshold.